# Cámara de Representantes de Carolina del Sur
La Cámara de Representantes de Carolina del Sur es la cámara baja de la Asamblea General de Carolina del Sur. Consiste en 124 representantes elegidos para mandatos de dos años.
A diferencia de muchas legislaturas, los asientos en el piso no se dividen por partido, sino que se organizan por delegación del condado. Este es un legado de la distribución original de la cámara. Hasta 1964, cada uno de los condados de Carolina del Sur era un distrito legislativo, con el número de representantes determinado por la población del condado. Se reúne desde la segunda semana de enero hasta mayo.

## Calificaciones y términos
- Los representantes se consideran legisladores ciudadanos a tiempo parcial que cumplen mandatos de dos años.
- Los representantes son elegidos en general por su distrito y no hay límites de mandato.[1]
- Los representantes deben haber cumplido los 21 años de edad para ser elegibles como representantes.[2]

## Composición
| 125.º Legislatura (2023-2024) | 125.º Legislatura (2023-2024) | 125.º Legislatura (2023-2024) | 125.º Legislatura (2023-2024) | 125.º Legislatura (2023-2024) | 125.º Legislatura (2023-2024) | 125.º Legislatura (2023-2024) | 125.º Legislatura (2023-2024) |
|                               | Partido                       | Partido                       | Partido                       | Partido                       | Ind.                          | Vac.                          | Total                         |
| Republicano                   | Dif.                          | Demócrata                     | Dif.                          |                               | Ind.                          | Vac.                          | Total                         |
| ----------------------------- | ----------------------------- | ----------------------------- | ----------------------------- | ----------------------------- | ----------------------------- | ----------------------------- | ----------------------------- |
|                               | Dif.                          |                               | Dif.                          |                               |                               |                               | Total                         |
| Bancas                        | 88                            | 7                             | 36                            | 7                             | -                             | -                             | 124                           |
|                               |                               |                               |                               |                               |                               |                               |                               |
| Último % de votos (2022)      | 68,96%                        | 68,96%                        | 29,31%                        | 29,31%                        | -                             |                               |                               |

## Liderazgos
| Posición             | Nombre          | Partido     |
| Portavoz             | Murrell Smith   | Republicano |
| Portavoz pro tempore | Tommy Pope      | Republicano |
| Líder de la mayoría  | Davey Hiott     | Republicano |
| Líder de la minoría  | Todd Rutherford | Demócrata   |

## Composición de la Cámara a lo largo del tiempo
| Año       | Partido Demócrata | Partido Republicano | Independientes/ Otro |
| --------- | ----------------- | ------------------- | -------------------- |
| 1865      | 0                 | 0                   | 124                  |
| 1868      | 14                | 110                 | 0                    |
| 1870      | 0                 | 100                 | 24                   |
| 1872      | 22                | 102                 | 0                    |
| 1874      | 0                 | 91                  | 33                   |
| 1876      | 64                | 60                  | 0                    |
| 1878      | 121               | 3                   | 0                    |
| 1880      | 120               | 4                   | 0                    |
| 1882      | 118               | 6                   | 0                    |
| 1884      | 119               | 5                   | 0                    |
| 1886      | 120               | 4                   | 0                    |
| 1888      | 121               | 3                   | 0                    |
| 1890      | 115               | 9                   | 0                    |
| 1892      | 120               | 4                   | 0                    |
| 1894      | 104               | 3                   | 17                   |
| 1896-1900 | 123               | 1                   | 0                    |
| 1902-1960 | 124               | 0                   | 0                    |
| 1961      | 123               | 1                   | 0                    |
| 1962      | 124               | 0                   | 0                    |
| 1964      | 123               | 1                   | 0                    |
| 1966      | 107               | 17                  | 0                    |
| 1968      | 119               | 5                   | 0                    |
| 1970      | 113               | 11                  | 0                    |
| 1972      | 103               | 21                  | 0                    |
| 1974      | 108               | 16                  | 0                    |
| 1976      | 112               | 12                  | 0                    |
| 1978      | 108               | 16                  | 0                    |
| 1980      | 108               | 16                  | 0                    |
| 1982      | 105               | 19                  | 0                    |
| 1984      | 96                | 28                  | 0                    |
| 1986      | 92                | 32                  | 0                    |
| 1988      | 88                | 36                  | 0                    |
| 1990      | 80                | 44                  | 0                    |
| 1992      | 74                | 50                  | 0                    |
| 1994      | 54                | 70                  | 0                    |
| 1996      | 53                | 71                  | 0                    |
| 1998      | 57                | 67                  | 0                    |
| 2000      | 53                | 71                  | 0                    |
| 2002      | 51                | 73                  | 0                    |
| 2004      | 50                | 74                  | 0                    |
| 2006      | 51                | 73                  | 0                    |
| 2008      | 51                | 73                  | 0                    |
| 2010      | 48                | 76                  | 0                    |
| 2012      | 46                | 78                  | 0                    |
| 2014      | 46                | 78                  | 0                    |
| 2016      | 44                | 80                  | 0                    |
| 2018      | 44                | 80                  | 0                    |
| 2020      | 43                | 81                  | 0                    |
| 2022      | 36                | 88                  | 0                    |